# 민해경귀국앨범 제1집
민해경귀국앨범 제1집은 대한민국의 가수 민해경의 1986년 발매한 정규 5집이다. 이세건이 프로듀서로 참여한 앨범이며, 활동곡은 사랑은 이제 그만이다.

## 앨범의 특징
5집과 6집, 7집, BEST11은 각각, Aoyama Victor Studio (일본), Seoul Studio (한국)에서 녹음을 했다.
5집은 A, B, C 버전이, 6, 7집은 A, B 버전이 존재한다. 5집 A 버전은 한국에서 녹음을 했고, B, C 버전중 사랑은 이제 그만, 그건소문, 내마음당신곁으로, 사랑할때와 혼자일때는 일본에서 녹음을 한 것인데 잘 알려져 있는 것은 B와 C 버전이다.
복귀 음반으로, 타이틀곡이었던 사랑은 이제 그만이 큰 히트를 쳤으며 그 외에도 내 마음 당신곁으로, 사랑할때와 혼자일때가 히트했다.
"사랑할때와 혼자일때"란 곡은 "가수 오복"의 "슬픔을 주고 간 사람"이란 곡의 리메이크 곡이며, 두 곡 모두 이세건이 작사, 작곡한 곡이다.
A 버전 연주는 모두 그룹 부활이 참여했다(1985년 11월 27일 출시) B버전은 1986년 1월 15일 출시 C버전은 1986년 5월 5일 출시되었다.
B, C버전은 "사랑은 이제 그만","사랑할때와 혼자일때", "내마음 당신곁으로", "그건소문"은 일본에서 녹음했으며, 나머지곡들은 한국에서 그룹 부활이 연주에 참여하여 녹음하였다.

## A 버전 트랙 리스트
| #  | 제목                 | 작사   | 작곡   | 편곡 | 재생 시간 |
| -- | -------------------- | ------ | ------ | ---- | --------- |
| 1. | 〈이젠 안녕〉        | 이세건 | 이세건 | 3:17 |           |
| 2. | 〈사랑 일기〉        | 이세건 | 이세건 | 3:42 |           |
| 3. | 〈거짓이었나〉       | 박지훈 | 이세건 | 3:34 |           |
| 4. | 〈도꾜에 내리는 비〉 | 민해경 | 이세건 | 3:16 |           |
| 5. | 〈내곁에 없어요〉    | 이정화 | 최종혁 | 3:00 |           |
| 6. | 〈사랑은 이제 그만〉 | 이세건 | 이세건 | 3:20 |           |
| 7. | 〈그건 소문〉        | 이세건 | 이세건 | 3:44 |           |
| 8. | 〈내 마음 행복해라〉 | 박건호 | 외국곡 | 3:00 |           |
| 9. | 〈사랑의 절정〉      | 박건호 | 외국곡 | 4:08 |           |

## B 버전 트랙 리스트
| #  | 제목                    | 작사   | 작곡   | 편곡 | 재생 시간 |
| -- | ----------------------- | ------ | ------ | ---- | --------- |
| 1. | 〈사랑은 이제 그만〉    | 이세건 | 이세건 | 3:40 |           |
| 2. | 〈그건 소문〉           | 이세건 | 이세건 | 4:10 |           |
| 3. | 〈거짓이었나〉          | 박지훈 | 이세건 | 3:34 |           |
| 4. | 〈도꾜에 내리는 비〉    | 민해경 | 이세건 | 3:16 |           |
| 5. | 〈사랑일기〉            | 이세건 | 이세건 | 3:42 |           |
| 6. | 〈내 마음 당신 곁으로〉 | 김기표 | 김기표 | 3:40 |           |
| 7. | 〈이젠 안녕〉           | 이세건 | 이세건 | 3:17 |           |
| 8. | 〈내 마음 행복해라〉    | 박건호 | 외국곡 | 3:00 |           |
| 9. | 〈사랑의 절정〉         | 박건호 | 외국곡 | 4:08 |           |

## C 버전 트랙 리스트
| #   | 제목                      | 작사   | 작곡   | 편곡 | 재생 시간 |
| --- | ------------------------- | ------ | ------ | ---- | --------- |
| 1.  | 〈사랑은 이제 그만〉      | 이세건 | 이세건 | 3:40 |           |
| 2.  | 〈사랑할 때와 혼자일 때〉 | 이세건 | 이세건 | 4:00 |           |
| 3.  | 〈거짓이었나〉            | 박지훈 | 이세건 | 3:34 |           |
| 4.  | 〈도꾜에 내리는 비〉      | 민해경 | 이세건 | 3:16 |           |
| 5.  | 〈이젠 안녕〉             | 이세건 | 이세건 | 3:17 |           |
| 6.  | 〈내 마음 당신 곁으로〉   | 김기표 | 김기표 | 3:40 |           |
| 7.  | 〈그건 소문〉             | 이세건 | 이세건 | 4:10 |           |
| 8.  | 〈사랑일기〉              | 이세건 | 이세건 | 3:42 |           |
| 9.  | 〈내 곁에 없어요〉        | 이정화 | 최종혁 | 3:00 |           |
| 10. | 〈사랑의 절정〉           | 박건호 | 외국곡 | 4:08 |           |

## 같이 보기
- 민해경 디스코그래피